# بگونیا بیا دفرنسه
بگونیا بیا دفرنسه (اسپانیایی: Begoña Vía Dufresne‎؛ زادهٔ ۱۳ فوریه ۱۹۷۱) قایقران قایق بادبانی اهل اسپانیا بود.